# نیاموزرو
نیاموزرو (انگلیسی: Nyamozero) یک شهرک در استان مورمانسک کشور روسیه است.